# انجمن خرابکاران شکار
انجمن خرابکاران شکار (به انگلیسی: Hunt Saboteurs Association) یک سازمان بریتانیایی است که از خرابکاری شکار به عنوان یک اقدام مستقیم برای جلوگیری از شکار روباه استفاده می‌کند. و در سال ۱۹۶۳ بنیان‌گذاری شد.